# Zahraniční rozhlasové vysílání v češtině
Zahraniční rozhlasové vysílání v češtině uvádí seznam zahraničních rozhlasových stanic, na kterých běží, nebo v minulosti běžel, blok pořadů v českém jazyce.

## Seznam rozhlasových stanic podle zemí

### Austrálie
- PBA-FM (národnostní vysílání)
- Radio 4EB FM (národnostní vysílání)
- SBS Radio (národnostní vysílání)

### Čína
- 1968 Čínský rozhlas pro zahraničí

### Ekvádor
- 1975–2002 HCJB – Hlas And

### Chorvatsko
- 1996–2009 Radio Dubrovnik – letní vysílání Český rozhlas 1 Radiožurnál
- 1996–2009 Radio Split – letní vysílání Český rozhlas 1 Radiožurnál
- 1996–2009 Radio Rijeka – letní vysílání Český rozhlas 1 Radiožurnál
- 2003 HR2 – letní vysílání Český rozhlas 1 Radiožurnál
- 1968 Radio Daruvar (národnostní vysílání)
- 2008 Glas Hrvatske
- 2010–2013 – HR2 – přebírání zpráv Český rozhlas 1 Radiožurnál

### Itálie
- 1948–2006 RAI International

### Kanada
- 1946–1991 Radio Canada International [1]

### Maroko
- 1954–1959 Voice of Tangier

### Monako
- 1968–2008 Trans World Radio (od roku 2008 v ČR jako Radio7)

### Německo
- 1962–1999 Deutsche Welle Radio

### Polsko
- 1992–2007 Polskie Radio 5 – Radio Polonia

### Rakousko
- ORF – OE1 Campus RadiÖ1476

### Rumunsko
- Radio Timişoara (národnostní vysílání)
- 2005 – Radio Reşiţa (národnostní vysílání)

### Rusko
- 1929–2002 Hlas Ruska (bývalé Radio Moskva)

### Slovensko
- 1999 Slovenský rozhlas 5 – Rádio Patria (národnostní vysílání, konec vysílání na SV v na začátku roku 2023)

### Spojené státy americké
- Adventist World Radio
- Family Radio
- 1951–2002 RFE – Rádio Svobodná Evropa
- 1942–2004 VOA – Hlas Ameriky
- WCEV1450 (národnostní vysílání)

### Vatikán
- 1947 Radio Vatikán

### Spojené království
- 1939–2006 BBC World Service